# Cleisomeria
Cleisomeria es un género que tiene asignadas dos especies de orquídeas. Es originario de Indochina hasta Malasia.

## Taxonomía
El género fue descrito por Lindl. ex G.Don in J.C.Loudon y publicado en An Encyclopaedia of Plants (new edition, 1855): 1448, 1472 en 1855.

## Especies deCleisomeria
- Cleisomeria lanatum (Lindl.) Lindl. ex G.Don in J.C.Loudon, Encycl. Pl., new ed., Suppl. 2: 1472 (1855).
- Cleisomeria pilosulum (Gagnep.) Seidenf. & Garay, Bot. Tidsskr. 67: 120 (1972).[1]